# جوستين روبنسون
جوستين روبنسون (12 أبريل 1995 في الولايات المتحدة - ) (بالإنجليزية: Justin Robinson)‏ هو لاعب كرة سلة أمريكي في مركز هجوم خلفي.

## وصلات خارجية
- جوستين روبنسون على موقع كرة السلة الأوروبية.كوم (الإنجليزية)
- جوستين روبنسون على موقع كلية كرة السلة في سبورتس رفرنس.كوم (الإنجليزية)
- جوستين روبنسون على موقع ريلجم (الإنجليزية)
- جوستين روبنسون على موقع سبورتس رفرنس (الإنجليزية)